# Snow Software
Snow Software är ett svenskt företag som erbjuder Software Asset Management-lösningar (licenshantering) som är tillgängliga över alla plattformar. Affärsidén är att hjälpa företag att endast betala för de mjukvarulicenser som faktiskt används. Idag använder över 7 000 kunder över hela världen Snow Softwares lösningar på över 10 miljoner enheter.   
Under 2016 omsatte  Snow Software 900 miljoner kronor och har växt med cirka 62 procent i snitt under de senaste sex åren. Snow Software växer globalt och har idag lokal närvaro i bland annat Nord- och Sydamerika, Europa, Norden, Kina och Indien. Totalt 21 länder.  
I början av 2015 förvärvades svenska The Institution och Igap. 
Snow Software har idag över 700 anställda och huvudkontoret ligger i Solna. 
Vishal Rao är VD för Snow Software.